# Albanska pravoslavna Crkva
Albanska pravoslavna Crkva (alb. Kisha Orthodhokse Autoqefale e Shqipërisë) je jedna od autokefalnih pravoslavnih Crkava. 
Obuhvaća nadbiskupije, Tirana-Drač s biskupijama, Berat, Gjirokastra i Korci. Albanski pravoslavci uglavnom žive na jugu zemlje i u gradovima Tirani i Draču. Liturgijski jezik je albanski. U regiji Saranda na jugu zemlje također se održavaju mise na grčkom jeziku.
Podatci o broju vjernika variraju od 160.000 do 420.000. Prije nego što su albanski komunisti 1967. zabranili vjeru, oko 20 posto stanovništva bili su pravoslavci. 
Voditelj Albanske pravoslavne Crkve od 1992. je nadbiskup metropolit Anastasios koji je grčkog podrijetla.

## Biskupi
- Basilios (1922. – 1928.)
- Bessarion Juvani (1928. – 1936.)
- Kristoforo Kissi (1937. – 1948.)
- Paisios (Paisi) Vodica (1949. – 1966.)
- Damian Kokonesi (1966. – 1973.)
- Anastasios Yannoulatos (od 1991.)

## Vanjske poveznice
- Web stranica Crkve (engl., alb., gr.)